# لجنة شيدر

“الوثائق المتعلقة بطرد الألمان من أوروبا الشرقية والوسطى” هي الترجمة الإنجليزية الموجزة لسلسلة من المجلدات التي أُعدّت بين عامي 1951 و1961، بهدف توثيق عمليات ترحيل السكان الألمان من مناطق أوروبا الوسطى والشرقية عقب الحرب العالمية الثانية. تولّت إعداد هذه السلسلة لجنة من المؤرخين الألمان الغربيين برئاسة ثيودور شيدر، عُرفت لاحقًا باسم “لجنة شيدر”، وأنشأتها الوزارة الفيدرالية للأشخاص النازحين واللاجئين وضحايا الحرب في ألمانيا الغربية.
تضمنت اللجنة عددًا من المؤرخين البارزين، إلا أن بعضهم كانت لهم ارتباطات سابقة بالنظام النازي، وشاركوا في الترويج لأيديولوجيا ليبنسراوم (Lebensraum)، التي بررت السياسات التوسعية والجرائم المرتكبة خلال الحرب. وقد أثّرت هذه الخلفيات الفكرية والسياسية في الطابع العام للمشروع، إذ اتخذ بعض المؤرخين مواقف منحازة في عرض الأحداث، خاصة فيما يتعلق بإبراز معاناة الألمان على حساب سياق الاحتلال النازي وما ترتب عليه.
وعلى الرغم من اتسام المشروع بدرجة من الصراحة التاريخية غير المعهودة في ذلك الوقت، فإن المجلد الختامي المختصر لم يُنشر أبدًا لأسباب سياسية، وتم التراجع عنه قبل استكماله.

## الخلفية التاريخية وأصول المشروع البحثي

### Lebensraum وGeneralplan Ost

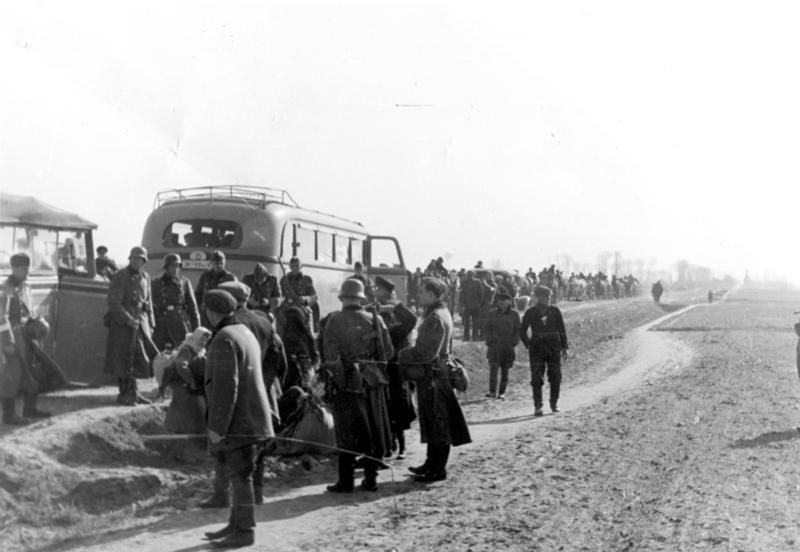
طرد مئات الآلاف من البولنديين من رايخسجاو فارتيلاند (1939)

من 1938/1939م وسعت ألمانيا النازية أراضيها بعيدا في الشرق، حيث ضمت أجزاء من تشيكوسلوفاكيا وبولندا (السوديت، رايخسجاو فارتيلاند). كان ذلك مجرد خطوة أولى نحو إنشاء ما يسمى خط إيه إيه من أرخانجيلسك إلى أستراخان (كلاهما يقعان في روسيا) كحدود ألمانيا الشرقية الجديدة. تم «ألمنة» أجزاء من بولندا بالقوة، حيث تعرض غالبية السكان البولنديين المحليين لعمليات إعدام جماعية وعمليات قتل والطرد إلى أجزاء أخرى من بولندا. تم قتل اليهود بشكل منهجي. في بعض الحالات، شارك المؤرخون الألمان في تحديد مصير القرى بناءً على المعايير العرقية. تم دعوة الأقليات الألمانية العرقية من أقصى الشرق والمستوطنين من داخل الرايخ النازي إلى الإقامة في المناطق التي تم ضمها. خُطف آلاف الأطفال من الأراضي المحتلة وفُحصوا وفقًا لمعايير عنصرية. أولئك الذين اعتبروا في نهاية المطاف «الآريين» حصلوا على أسماء ألمانية تمت ألمنتهم، ولكن تم إرسال معظمهم إلى دور الأيتام أو ماتوا من سوء التغذية أو قتلوا في أوشفيتز.

## روابط خارجية
- Dokumentation der Vertreibung (in German)